# PartyNextDoor 3
PartyNextDoor 3 (stilizzato P3 o PX3) è il terzo album in studio del cantante canadese PartyNextDoor, pubblicato il 12 agosto 2016 per OVO Sound e Warner Records. Il progetto è stato anticipato dai singoli Come and See Me, realizzato in collaborazione con Drake, e Not Nice.

## Tracce
1. High Hopes – 7:22 (testo: Jahron Brathwaite, Lucy Walters – musica: PartyNextDoor, Varg)
2. Don't Run – 4:03 (testo: Jahron Brathwaite, Andre "Bizness Boi" Robertson, Larry Sanders, Christian Patey, christopher lamb – musica: Sevn Thomas, L8 Show, Bizness Boi, Baba Stilz)
3. Nobody – 4:10 (testo: Jahron Brathwaite, Olubowale Akintimehin – musica: PartyNextDoor)
4. Not Nice – 3:22 (testo: Jahron Brathwaite, Dwayne Chin-Quee, Aubrey Graham, Andrew Hershey, Paul Jefferies, Azim Palmer, Noah Shebib – musica: Nineteen85, Supa Dups, 40)
5. Only U – 2:55 (testo: Jahron Brathwaite – musica: Boi-1da)
6. Don't Know How – 2:54 (testo: Jahron Brathwaite, Andre Robertson – musica: Bizness Boi)
7. Problems & Selfless – 3:37 (testo: Jahron Brathwaite – musica: G. Ry)
8. Temptations – 2:43 (testo: Jahron Brathwaite – musica: PartyNextDoor)
9. Spiteful – 5:35 (testo: Jahron Brathwaite – musica: PartyNextDoor)
10. Joy – 3:15 (testo: Jahron Brathwaite, Devendra Banhart, Noah Shebib – musica: 40, PartyNextDoor, Neenyo)
11. You've Been Missed – 4:00 (testo: Jahron Brathwaite, Yinka Bankole-Ojo, Andre Robertson – musica: FWDSLXSH, Neenyo, PartyNextDoor, Bizness Boi)
12. Transparency – 3:50 (testo: Jahron Brathwaite, Andre Robertson – musica: PartyNextDoor, Bizness Boi, Neenyo)
13. Brown Skin – 3:58 (testo: Jahron Brathwaite, Noah Shebib – musica: 40, PartyNextDoor)
14. 1942 – 5:41 (testo: Jahron Brathwaite – musica: PartyNextDoor)
15. Come and See Me (feat. Drake) – 3:55 (testo: Jahron Brathwaite, Aubrey Graham, Noah Shebib – musica: 40)
16. Nothing Easy to Please – 4:23 (testo: Jahron Brathwaite, Noah Shebib – musica: 40, PartyNextDoor)